# Mark Franchetti
Mark Andrew Franchetti (Milano, 17 ottobre 1967) è un giornalista britannico di origini italiane, che scrive per il Sunday Times.

## Biografia
Residente a Mosca, è stato premiato con il British Press Award nel 2003, dopo il reportage sulla crisi del teatro Dubrovka, e con il Foreign Press Association award nel 2004 per i suoi reportage sul presunto abuso di civili iracheni da parte dei Marines degli Stati Uniti. Franchetti ha anche presentato e prodotto il documentario della BBC Britain's Most Wanted su Andrej Konstantinovič Lugovoj dopo l'avvelenamento e la morte di Aleksandr Val'terovič Litvinenko.
Nel 2010 è andato in onda per BBC il documentario dal titolo The Berlusconi Show.
Il 18 Settembre 2019 è andato in Onda su LA7, presentato da Enrico Mentana, il docufilm "Our Godfather", documentario sulla vita del pentito di Cosa nostra Tommaso Buscetta, il film è diretto dallo stesso Mark Franchetti e da Andrew Maier.
Al termine della proiezione lo stesso Franchetti è stato ospite nello studio condotto da Mentana insieme al giornalista Giovanni Bianconi, al giudice Giuseppe Pignatone e all'ex poliziotto Gianni De Gennaro.
Parla fluentemente cinque lingue, tra cui l'italiano (come si può constatare in The Berlusconi Show).